# Fredrik Nordh
Fredrik Nordh (ur. 31 marca 1984 w Gällivare) – szwedzki narciarz alpejski, trzykrotny medalista mistrzostw świata juniorów.

## Kariera
Po raz pierwszy na arenie międzynarodowej Fredrik Nordh pojawił się 8 lutego 2001 roku w Åre, gdzie w zawodach FIS Race zajął 27. miejsce w gigancie. W 2003 roku brał udział w mistrzostwach świata juniorów w Briançonnais, gdzie nie ukończył rywalizacji w zjeździe. Podczas rozgrywanych rok później mistrzostw świata juniorów w Mariborze, wywalczył trzy medale. Najpierw był trzeci w gigancie, przegrywając z Jeffreyem Harrisonem z USA i Norwegiem Kjetilem Jansrudem. Następnie trzecie miejsce zajął w slalomie, tym razem plasując się za Szwajcarem Raphaelem Fässlerem i Tedem Ligetym z USA. Na koniec zdobył srebrny medal w kombinacji, w której wyprzedził go tylko Kanadyjczyk François Bourque. W zawodach Pucharu Świata zadebiutował 4 stycznia 2004 roku we Flachau, nie kwalifikując się do drugiego przejazdu w slalomie. Jedyne pucharowe punkty wywalczył 30 stycznia 2007 roku w Schladming, zajmując 21. miejsce w tej samej konkurencji. W klasyfikacji generalnej sezonu 2006/2007 zajął ostatecznie 135. miejsce. W 2005 roku wystartował w gigancie na mistrzostwach świata w Bormio, jednak nie ukończył zawodów. W 2007 roku został wicemistrzem Szwecji w slalomie. Nie startował na igrzyskach olimpijskich. W 2012 roku zakończył karierę.

## Osiągnięcia

### Mistrzostwa świata
| Miejsce | Dzień    | Rok  | Miejscowość | Konkurencja | Czas biegu  | Strata | Zwycięzca     |
| ------- | -------- | ---- | ----------- | ----------- | ----------- | ------ | ------------- |
| DNF1    | 9 lutego | 2005 | Bormio      | Gigant      | 2:50,41 min | -      | Hermann Maier |

### Mistrzostwa świata juniorów
| Miejsce | Dzień     | Rok  | Miejscowość  | Konkurencja | Czas biegu  | Strata    | Zwycięzca        |
| ------- | --------- | ---- | ------------ | ----------- | ----------- | --------- | ---------------- |
| DNF     | 4 marca   | 2003 | Briançonnais | Zjazd       | 1:09,49 min | +1,99 s   | Daniel Albrecht  |
| 14.     | 10 lutego | 2004 | Maribor      | Zjazd       | 1:09,61 min | +1,06 s   | Romed Baumann    |
| 11.     | 12 lutego | 2004 | Maribor      | Supergigant | 1:17,49 min | +1,66 s   | Hans Olsson      |
| 3.      | 13 lutego | 2004 | Maribor      | Gigant      | 2:17,40 min | +1,24 s   | Jeffrey Harrison |
| 3.      | 14 lutego | 2004 | Maribor      | Slalom      | 1:33,33 min | +0,95 s   | Raphael Fässler  |
| 2.      | 14 lutego | 2004 | Maribor      | Kombinacja  | 32,84 pkt   | +1,28 pkt | François Bourque |

### Puchar Świata

#### Miejsca w klasyfikacji generalnej
- sezon 2003/2004: -
- sezon 2006/2007: 135.
- sezon 2007/2008: -
- sezon 2008/2009: -

#### Miejsca na podium w zawodach
Nordh nie stawał na podium zawodów PŚ.